# Hunden (novell)
Hunden (The Hound) är en novell av den amerikanske författaren H.P. Lovecraft som skrevs i september 1922. Den utkom första gången i den amerikanska science fiction- och skräcktidskriften Weird Tales i februari 1924. Novellen är den första av Lovecrafts verk som omnämner den ockulta och förbjudna boken Necronomicon.
Den utkom i en första svensk översättning 1973 i novellsamlingen "Skräckens labyrinter".

## Handlingen
Berättaren och hans vän St. John är gravplundrare. I sitt hem förvarar de troféer från ett antal gravar. Tills en dag, när de får med sig en amulett som är för farlig.